# Konyza
Konyza (Conyza Less.) – rodzaj roślin z rodziny astrowatych, wyodrębniony z rodzaju przymiotno Erigeron i na szerszą skalę akceptowany w II połowie XX wieku, po czym w końcu tego wieku ponownie włączony do tego rodzaju. Zaliczano tu ok. 25–40 gatunków szeroko rozprzestrzenionych, zwłaszcza w ciepłych rejonach stref umiarkowanych i w strefie subtropikalnej. Do flory Polski należą dwa gatunki tu zaliczane. Jeden, konyza kanadyjska Conyza canadensis, jest zadomowionym antropofitem, a drugi, konyza argentyńska Conyza bonariensis, jest przejściowo zawlekanym efemerofitem.

## Systematyka
Rodzaj wyróżniony został po raz pierwszy przez Christiana Friedricha Lessinga w 1832. Jednak zaakceptowany został szerzej po publikacji Arthura Cronquista z 1940. Podział między Erigeron i Conyza oparty został na cechach morfologicznych, przy czym były one problematyczne z powodu niezbyt ostrych kryteriów. Rodzaj Conyza wyróżniać miały nierówne (stopniowo zmniejszające się) listki okrywy, na ogół większa liczba kwiatów żeńskich niż obupłciowych w koszyczkach i brak lub skrócony do ok. 1 mm języczek kwiatu żeńskiego (języczkowego). Badania genetyczne opublikowane w 1999 i 2000 roku wykazały, że gatunki zaliczane do rodzaju Conyza są zagnieżdżone w obrębie Erigeron i ich wyodrębnianie czyni z tego rodzaju takson para- lub polifiletyczny. W efekcie we współczesnych publikacjach i bazach taksonomicznych nazwa Conyza uznawana jest za synonim rodzaju przymiotno Erigeron.
Gdy rodzaj był wyodrębniany włączano go obok Erigeron do plemienia Astereae w podrodzinie Asteroideae w rodzinie astrowatych Asteraceae.